# Кошерная любовь
Кошерная любовь (англ. Kosher Love) — канадский документальный фильм 2017 года о любви в понимании ортодоксальных иудеев и хасидов. Документальный фильм был снят режиссёром Эваном Белоффом и показан на телеканале CBC-TV. Фильм также был представлен на еврейских кинофестивалях в Канаде, США и Польше.

## Подробности
«Кошерная любовь» была заказана Канадской вещательной корпорацией (англ. Canadian Broadcasting Corporation) и в ней особое внимание уделяется советам и наставлениям раввина Исроэля Берната из хасидской общины Хабад. Бернат служит духовным руководителем Дома Хабада в Нотр-Дам-де-Грас и капелланом в Университете Конкордия (кампус Лойолы). До создания фильма «Кошерная любовь» Бернат привлёк внимание общественности своей службой знакомств, известной как «JMontreal», которая представляла собой попытку предложить формальные услуги знакомств в дополнение к более распространённой пастырской помощи, предлагаемой раввинами. Хотя Бернат изображён в фильме как дружелюбный и приветливый человек, в еврейской общинной прессе его воспринимают несколько критически из-за его пренебрежительного отношения ко всем неортодоксальным религиозным конфессиям. 
Автор сценария и режиссёр фильма — Эван Белофф, продюсер — Фредерик Бобо. И Белофф, и Бобо — светские еврейские кинорежиссёры из Монреаля, но они обратились за советом к хасиду Бернату. Фильм был отмечен за увлекательное и дружелюбное введение в религиозные еврейские взгляды на темы любви и брака. Документальный фильм описывается как предлагающий интригующий и в то же время причудливый взгляд на религиозные подходы к поиску любви и переплетение сложного религиозного повествования, включающего исследование любви как объекта страха и священности. Фильм призван исследовать проблемы, с которыми сталкиваются светские евреи, пытаясь примирить религиозные взгляды на брак как на необходимость для неженатых евреев. В частности, проблема касается хасидских подходов к браку, которые могут включать в себя идеи договорных браков. Впоследствии фильм был номинирован на премию Canadian Screen Award в номинации «Лучшая документальная программа» на 6-й церемонии вручения премии Canadian Screen Awards в 2018 году.